# Hiacínties
Les Hiacínties o Jacínties (en grec antic: Ὑακίνθια) eren un gran festival nacional espartà celebrat cada any a la localitat d'Amicles. Era un festival relacionat amb Apol·lo, per bé que els autors que esmenten la festa no estan d'acord sobre la deïtat a què estava dedicada: a l'Apol·lo Amicleu, a l'Apol·lo Carneu o a l'heroi Jacint, a qui Apol·lo va matar accidentalment en un llançament de disc i que donà nom a la flor del jacint, que representava la mort entre els grecs (una personificació de la sequera de la vegetació per la calor de l'estiu, mentre que el disc és el sol, Apol·lo, el déu que el llança).
Les Hiacínties duraven tres dies. El primer dia es feien sacrificis als difunts i es plorava la mort de Jacint. Ningú no portava garlandes, ni es cantaven cançons mentre es feien els sacrificis ni s'oferien pans de blat. Els pastissos dels sacrificis eren senzills, possiblement sense llevat, i la gent practicava l'abstinència. El primer dia, doncs, la celebració era de caràcter fúnebre i melancòlic.
Els altres dos dies, en canvi, estaven dedicats a les festes i a les diversions públiques, i nombrosos estrangers visitaven la ciutat. Els joves cantaven i tocaven l'aulos i la cítara, i cantaven himnes a Apol·lo en vers anapèstic, mentre d'altres, amb vestits esplèndids, disputaven una competició de carros a l'hipòdrom. Després d'aquesta competició, diversos cors de joves cantaven himnes nacionals dirigits per un mestre de cant (χοροποιός). Tot seguit, les donzelles espartanes desfilaven dalt de carros esplèndidament adornats en una processó solemne. S'oferien sacrificis, les cases s'obrien als amics i fins i tot els esclaus hi podien participar, segons Ateneu de Nàucratis. Un dels àpats preferits durant les festes s'anomenava còpida (κοπίς), que descriu l'escriptor Molpis: consistia en un pastís de carn, herbes crues, brou, figues i altres fruites i llavor de llúpol. Les fonts no descriuen les celebracions específiques del tercer dia, però sembla que tenien un caràcter solemne com les del primer dia.
Espartans i amicleus donaven tanta d'importància a aquesta festa que, durant la hieromènia de la festa, cancel·laven tota activitat bèl·lica. Pausànies diu que, en una ocasió, els espartans van acordar una treva de quaranta dies en una guerra per poder assistir a la festa. D'altra banda, durant la Pau de Nícies, el tractat entre Atenes i Esparta el 421 aC, una de les clàusules establia que cada any els atenesos assistirien a les Hiacínties en senyal de bona fe, segons que diu Tucídides.